# Mariakapel (Werchter)

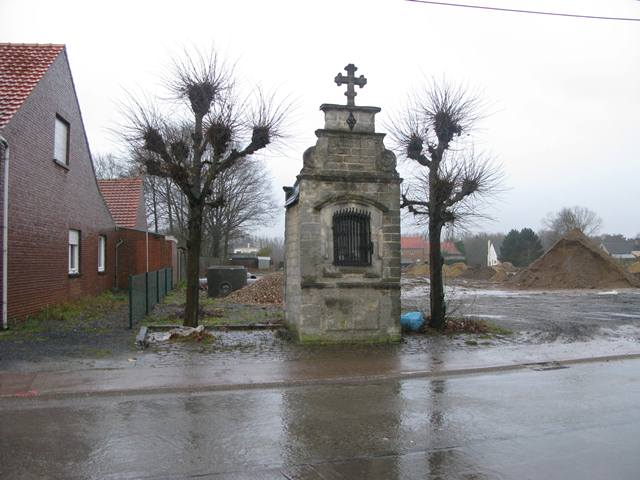
Mariakapel

De Mariakapel of Gildekapel is een kapel in de tot de Vlaams-Brabantse gemeente Rotselaar behorende plaats Werchter, gelegen aan de Hogeweg.
In de 15e eeuw stond hier al een kapel. De huidige kapel is eind 17e eeuw gebouwd in barokstijl. Als materiaal werd kalkzandsteen gebruikt.
In de kapel stond een Mariabeeld dat een druiventros in de hand had. Naar verluidt zou een wijnboer, nadat zijn wijnranken drie jaar achtereen bevroren waren, hebben beloofd een kapel op te richten als de wijnranken voortaan behouden zouden blijven. Het beeld werd om veiligheidsredenen naar de kerk overgebracht.
In 1980 werd de kapel beschadigd bij een aanrijding. Het gilde herstelde de kapel. Na nóg een aanrijding volgde een definitieve restauratie in 2022.